# Lynn Kimsey
Lynn Kimsey és una entomòloga, taxonomista, directora del Museu Bohart d'Entomologia i professora de la Universitat de California a Davis des de l'any 1989. Les seves especialitats són les abelles i les vespes; i la diversitat d'insectes.
Va rebre un doctorat en entomologia de la Universitat de California el 1979 i va unir-se a la facultat el 1989. Has descrit com a mínim 300 noves espècies.
El seu marit, Robert Kimsey és un entomòleg forense del departament d'Entomologia de la UC Davis.